# Die mißbrauchten Liebesbriefe
Die mißbrauchten Liebesbriefe ist eine Literatursatire von Gottfried Keller aus dem Jahr 1860. Im Oktober 1865 wurde der Text in der „Deutschen Reichs-Zeitung“ aus Braunschweig vorabgedruckt. In Buchform erschien die Erzählung erst 1874 im zweiten Teil des Novellenzyklus Die Leute von Seldwyla bei Göschen in Stuttgart.
Nach Böning lässt sich die Humoreske knapp umschreiben. Zwei Männer korrespondieren. Jeder hält den anderen für eine Frau.

## Handlung
Viktor Störteler – kurz: Viggi – betreibt in Seldwyla ein Speditions- und Warengeschäft. Seine Frau Gritli hat ein beträchtliches Vermögen mit in die Ehe gebracht. Neben seinem Berufe betätigt sich Viggi unter dem Pseudonym Kurt vom Walde zuerst erfolglos als „Essaiist“, dann mit einigem Erfolg als Verfasser von Novellen. Als Geschäftsreisender trifft er sich gelegentlich in Deutschland mit anderen Möchtegern-Schriftstellern. Ein ehemaliger „Kollege“ urteilt über diese „schlechten Skribenten“: „Obgleich sie die unverträglichsten und gehässigsten Leute von der Welt sind, so haben sie doch eine unüberwindliche Neigung, sich zusammenzutun …“ Einen Stoff haben diese Herren zumeist nicht. So schreiben die „Schmierpeter“ über das Schreiben selbst. Beispielsweise ist ihnen die Berufsbezeichnung Schriftsteller nicht gut genug und soll durch Schriftmann, Dinterich, Buchner, Federkünstler oder Buchmeister ersetzt werden. Auch aus seiner Frau möchte Viggi eine Buchgelehrte machen. Gritli aber wirft die Bücher weg.
Während der nächsten Geschäftsreise schreibt Störteler seiner Frau einen Liebesbrief nach dem anderen, die sie alle beantworten muss. Sie findet sich aber außerstande, die Briefe in dessen „poetischer“ Manier zu beantworten. In ihrer Not schreibt sie Brief für Brief ihres Viggi ab und richtet diese Kopien, behutsam in den Ton einer liebenden Frau transkribiert, an ihren Nachbarn, den 23-jährigen Unterlehrer Wilhelm. Vor Armut wagt sich Wilhelm an keine Frau heran, entbrennt aber sogleich in Liebe zum Gritli. Wilhelm erschrickt. Die neue Geliebte hat ja einen Mann! Gritli vertröstet den überaus schüchternen Wilhelm. Es handele sich um einen Scherz. Er solle nur weiter mitspielen und es solle sein Schaden nicht sein. Der Lehrer hält klaglos durch. Sie empfängt Liebesbrief für Liebesbrief via trennende Gartenhecke und schreibt auch die Produkte aus der Feder des Schulmeisters ab. Der Empfänger Viggi ist ganz erstaunt und fürbass entzückt. Der „Dinterich“ kann es kaum glauben – so sehr hat er seine liebe Frau verkannt. Begeistert verlängert er seine Reise um vierzehn Tage, damit ein brauchbarer – sprich, zu publizierender – Briefwechsel entstehen kann. Während dieser zwei Wochen vergnügt er sich in der Fremde mit einer Schönen nach der anderen und tätigt nebenher manchen guten geschäftlichen Abschluss in Strohwaren. Viggi hat auch schon den Untertitel für seine nächste Publikation: „Kurtalwine, Briefe zweier Zeitgenossen“.
Auf dem Heimwege fallen dem Geschäftsreisenden zufällig Gritlis Briefe an Wilhelm in die Hände. Er erkennt seinen Stil, sperrt seine Frau in den Keller, betrinkt sich und jagt seine Ehefrau. Gritli kommt in Seldwyla bei einer Tante unter.
Als Gritli auch nach ein paar Tagen nicht zu Viggi zurückkehrt, beantragt der Ehemann die Scheidung. Vor Gericht tritt er gegen seine Frau wortgewaltig auf. Auch Gritli nimmt in ihrer Entgegnung vor dem Richter kein Blatt vor den Mund. Auch sie möchte mit ihrem Ehemann nicht mehr zusammenleben. Diese Auseinandersetzung – die langen Briefe in einer geschraubten Sprache betreffend – sei kein Fall für ein Ehegericht, sondern für ein literarisches Gericht. Der Richter scheidet das Paar bei Gütertrennung: Viggi muss alles Vermögen, das Gritli mit in die Ehe gebracht hat, herausgeben.
Viggi findet schnell eine neue Frau, die zwar hässlich ist, aber Viggi anhimmelt. Anders als Gritli bringt sie kein Vermögen mit in die Ehe. Außerdem ist sie faul, gibt viel Geld aus und treibt Viggi in den Ruin, zumal er auch als Autor kein Geld verdient. Die Seldwyler machen sich über das seltsame Pärchen lustig.
Der zweite Teil der Novelle ist die Liebesgeschichte mit Wilhelm und Gritli als Hauptpersonen. Gritli lebt zurückgezogen bei der Tante. Dem Stadtpfarrer ist die Wilhelm nachgesagte Gottlosigkeit ein Dorn im Auge. Der Geistliche setzt die Suspendierung Wilhelms vom Schuldienst durch. Wilhelm übernimmt im Frühjahr die Bewirtschaftung eines Weinbergs oberhalb von Seldwyla. In dem Besitzer des Weinberges findet er einen verständnisvollen Förderer. Wilhelm lebt alleine in dem zum Weinberg gehörigen Rebhäuschen. Er ist fleißig, die Arbeit als Winzer füllt ihn aus. Die Bauern aus der Umgebung halten ihn fast für einen Heiligen und suchen gelegentlich seinen Rat. Auch Frauen und Kinder, die in der Schule Probleme haben, kommen zu ihm.
Gritli nimmt Anteil an Wilhelms Lebensweg. Sie geht ihn verkleidet mit einer Freundin besuchen und ist vom Mann und seinem Häuschen ganz angetan. Die beiden Frauen beschließen, Wilhelm auf eine Probe zu stellen: Zweimal geht die Freundin im Frühjahr verkleidet zu ihm und „gesteht“ ihm ihre Liebe; als sie ihn küssen will, zuckt Wilhelm zurück, weil Gritlis Bild ihm vor Augen tritt. Nach einer schlaflosen Nacht will Wilhelm erneut aufbrechen, als Gritli den Weg zu dem zurückgezogen lebenden Einsiedler gefunden hat. Sie gehen ein Stück Weg zusammen; bei einer Rast fasst sie sich ein Herz: „Ich wollte Sie gern fragen, ob Sie mir noch zürnen wegen der Geschichte mit den Liebesbriefen?“ Als Wilhelm verneint, fügt Gritli bei: „Ich dachte in meinem Herzen, daß dafür meine Person, wie sie ist, Ihnen für immer angehören sollte, wenn die Zeit gekommen sei! Und da bin ich nun!“ Unsicher fassen sie sich bei den Händen. Das Paar heiratet im Mai. Sie kaufen einen Bauernhof und bewirtschaften ihn erfolgreich. In Seldwyla sind sie angesehen. Mit einem Ausblick in ihre ferne Zukunft und die ihrer tüchtigen Kinder endet der zweite Teil der Novelle.

## Rezeption
Äußerungen aus dem 19. Jahrhundert
- Auerbach[8] (Rezension vom 10. Juni 1875 in der „Deutschen Rundschau“) bemerkt „eine gewisse Gewaltsamkeit im Unterbau“.
- Gottfried Keller könnte sich Adolf Widmann (1818–1878) als Vorbild für Viggi genommen haben. Mit den Kreisen, in denen Viggi auf seinen Reisen nach Deutschland (siehe oben) verkehrte, ist vermutlich die „Junggermanische Gesellschaft“ anno 1859 gemeint.[9]

Neuere Äußerungen
- Schilling[10] nimmt Seldwyla als Modell für die Gesellschaft der Schweiz in der Mitte des 19. Jahrhunderts. Während die Seldwyler, also Viggi und Kätter, versagen, gehen die Auswärtigen, also Gritli und Wilhelm, ihren Weg.
- Selbmann betrachtet Gritlis verwegene Schreibtechnik. In ihren Briefen an die beiden Männer müsse die junge Frau nur die „Geschlechtssignale“ aus der jeweiligen Brief-Vorlage „umpolen“.[11] Gritli missbrauche Wilhelm eigentlich genau so, wie sie von Viggi missbraucht wird.[12] Selbmann sieht in dem jungen Lehrer einen „Nachfahren Wilhelm Meisters“[13]. Indem Gottfried Keller die Geschichte vom Grab des Kelten[A 3] zweimal einflechte, gestatte er einen Blick in seine Dichter-Werkstatt.[14] Als Schweizer lasse Gottfried Keller beim Schreiben das ökonomische Fundament nie aus den Augen. So ist zum Beispiel die Frage nach dem finanziellen Potential einer Figur für das Verständnis des Handlungsablaufes durchaus relevant.[15]

## Verfilmungen
- Die missbrauchten Liebesbriefe, ein Film von Leopold Lindtberg mit Alfred Rasser als Viktor Störteler, Anne-Marie Blanc als Gritli und Paul Hubschmid als Wilhelm; Lindtberg wurde 1941 auf der Biennale von Venedig mit dem Coppa Mussolini ausgezeichnet[16]
- Die mißbrauchten Liebesbriefe, TV-Film von Hans-Dieter Schwarze mit Günter Strack als Viktor Störteler, Angela Winkler als Gritli und Udo Vioff als Wilhelm[17]

### Erstausgabe
- Die mißbrauchten Liebesbriefe. In: Die Leute von Seldwyla. Erzählungen von Gottfried Keller. 2. vermehrte Auflage in 4 Bänden. Göschen, Stuttgart 1874.

### Verwendete Ausgabe
- Die mißbrauchten Liebesbriefe. S. 364–437 in: Thomas Böning (Hrsg.): Gottfried Keller. Die Leute von Seldwyla. Deutscher Klassiker Verlag im Taschenbuch. Band 10, Frankfurt am Main 2006, ISBN 3-618-68010-4 (entspricht „Gottfried Keller, Sämtliche Werke in sieben Bänden“ (am selben Verlagsort vom selben Herausgeber))

### Schulausgaben
- Die mißbrauchten Liebesbriefe. Novelle. Mit einem Nachwort von Karl Pörnbacher. Reclam, Stuttgart 1989 [zuerst 1968, mit Literaturhinweisen]. ISBN 3-15-006176-8
- Die mißbrauchten Liebesbriefe. In: Gottfried Keller: Die Leute von Seldwyla. Erzählungen. Hrsg. von Bernd Neumann. Reclam, Stuttgart 1993, S. 357–430 (Text), 627–633 (Anmerkungen), 647–651 (Literaturhinweise). ISBN 3-15-006179-2

### Sekundärliteratur
- Das Jenseits Seldwylas – Die mißbrauchten Liebesbriefe. S. 129–130 in: Diana Schilling: Kellers Prosa. Lang, Frankfurt am Main 1998, ISBN 3-631-34190-3. Zugleich Diss. Uni Münster (Westfalen) 1996
- Vampire der Literatur. Die mißbrauchten Liebesbriefe. S. 86–90 in: Rolf Selbmann: Gottfried Keller. Romane und Erzählungen. Schmidt, Berlin 2001 (Klassiker-Lektüren. 6.) ISBN 3-503-06109-6